# Cantone di Aubigny-sur-Nère
Il Cantone di Aubigny-sur-Nère è una divisione amministrativa dell'arrondissement di Vierzon.
A seguito della riforma approvata con decreto del 21 febbraio 2014, che ha avuto attuazione dopo le elezioni dipartimentali del 2015, è passato da 4 a 15 comuni.

## Composizione
I 4 comuni facenti parte prima della riforma del 2014 erano:
- Aubigny-sur-Nère
- Ménétréol-sur-Sauldre
- Oizon
- Sainte-Montaine

Dal 2015 i comuni appartenenti al cantone sono i seguenti 15:
- Argent-sur-Sauldre
- Aubigny-sur-Nère
- Blancafort
- Brinon-sur-Sauldre
- La Chapelle-d'Angillon
- Clémont
- Ennordres
- Ivoy-le-Pré
- Ménétréol-sur-Sauldre
- Méry-ès-Bois
- Nançay
- Neuvy-sur-Barangeon
- Oizon
- Presly
- Sainte-Montaine